# 다코타 고요
다코타 고요(Dakota Goyo, 1999년 8월 22일 ~ )는 캐나다의 배우이다.

## 출연 작품
- 내 친구 나누크 (2014)
- 노아 (2014)
- 다크 스카이 (2013)
- 가디언즈 (2012)
- 리얼 스틸 (2011)
- 토르: 천둥의 신 (2011)
- 솔빙 찰리 (2009)
- 디펜더 (2009)
- 더 챔프 : 분노의 주먹  (2007)
- 이모션 아리스메틱 (2007)